# Meta Arquitectura
Libro de teoría de la arquitectura, escrito por Juan Borchers, editado y publicado en la ciudad de Santiago, de forma póstuma, en el año 1975, por la Editorial Mathesis. Tiene 295 páginas.